# 세이다 톰프슨
세이다 톰프슨(Sada Thompson, 1927년 9월 27일 ~ 2011년 5월 4일)은 미국의 배우이다.

## 참여 작품
- 폴락 (영화)
- 치어스